# Constitució d'Itàlia
La Constitució de la República Italiana (en italià, Costituzione della Repubblica Italiana) és la llei suprema de la República d'Itàlia, aprovada el 22 de desembre de 1947, publicada el 27 de desembre del mateix any i que va entrar en vigor el dia 1 de gener de 1948. Aquesta declara que Itàlia és una República democràtica fundada en el treball. Està dividida en quatre parts, conté 139 articles i 18 disposicions.

## Principis fonamentals
En els seus primers 12 articles declara, sota el títol de Principis Fonamentals (en Italià, Principi fondamentali), els pilars de la República. D'aquests principis destaquen la igualtat davant la llei, el dret al lliure exercici del treball, l'autonomia local i la defensa de les minories lingüístiques. També, entre d'altres, la separació entre l'Església i l'Estat i la llibertat de culte, protecció del patrimoni natural i cultural, promoció del desenvolupament cultural i científic.